# 硬筆
硬笔是书写工具分类的一种。作为与软笔（毛笔、墨筆等）所相对应的概念，一般认为硬笔的范畴囊括了洋笔（钢笔、圆珠笔、沾水笔等），铅笔、粉笔等绝大部分笔尖为硬质材料制成的书写工具。该词主要在书法领域中所使用（硬筆书法）。
在日本，公共的硬笔资格认证考试有硬筆書写技能检定等。